# Miles Davis and the Modern Jazz Giants
Miles Davis and the Modern Jazz Giants ist ein Jazz-Album von Miles Davis, aufgenommen am 24. Dezember 1954 und am 26. Oktober 1956 für Prestige Records.

## Das Album
Am Weihnachtsabend des Jahres 1954 fand eine  Aufnahmesitzung unter Leitung von Miles Davis statt. Außer seiner Rhythmusgruppe aus Percy Heath und Kenny Clarke, mit der er im Frühjahr 1954 die Walkin’-Session aufgenommen hatte, hatte der Inhaber von Prestige Records, Bob Weinstock, den Vibraphonisten Milt Jackson und auch den Pianisten Thelonious Monk engagiert. Damit nahmen drei Viertel des Modern Jazz Quartet und einer der herausragenden Pianisten des Modern Jazz gemeinsam mit ihm auf.
Miles Davis schätzte zwar Monks Kompositionen (seine bekannteste, ’Round Midnight, aufgenommen 1956, wurde später diesem Album beigefügt), konnte jedoch dessen exzentrischen Begleitstil nicht ausstehen, wie er wenige Monate später im Down Beat verlauten ließ. Mit seinen scheinbar verschleppten Akkorden unterstützte Monk nach Davis’ Ansicht den Solisten nicht, sondern brachte ihn durcheinander. Max Harrison weist darauf hin, dass nicht nur rhythmisch, sondern auch harmonisch Monk und Davis sehr unterschiedliche Konzepte verfolgten; Davis habe damals noch einen konventionellen Begleiter benötigt.
Davis bestand daher darauf, Monk möge pausieren, während er die Soli spielte. Durch diese Auseinandersetzungen und die Gerüchte, es wäre auch zu Tätlichkeiten zwischen Miles und Monk gekommen, wurde die Session schnell zur Legende: Die Spannungen sind spürbar, Davis ist in seiner Autobiographie der Meinung, dass „Monk einfach keine Bläser begleiten konnte“; und das galt besonders für die Trompeter. „Um eine Trompete zum Scheinen zu bringen, muss man der Rhythmusgruppe richtig Dampf machen, und das war nicht Monks Ding. (…) Zu der Zeit wollte ich der Musik mehr Raum zum Atmen geben – ein Konzept, das ich von Ahmad Jamal übernommen hatte; wir nahmen sogar eins der Stücke auf, das er oft spielte und das ich liebte, "The Man I Love".“

## Die Musik des Albums
Trotz der Spannungen im Studio ist die entstandene Musik großartig. Am Beginn von „The Man I Love“ erzielt Miles Davis einen Sound, der keinen Zweifel darüber lässt, dass er im Begriff war, „einer der bewegendsten, nicht nur einer der bedeutendsten Jazzmusiker zu werden.“
Die Stimmung dieses Gershwin-Werks erinnert an die berühmte Version des Benny Goodman Quartetts aus dem Jahr 1938. Peter Wießmüller schreibt hierzu: „In einer balladenhaften Einleitung auf dem Vibraphon wird unter Verwendung schwebender Cluster eine musikalische Szene entfaltet, in die Miles phantasievolle Themavariationen hineinwebt. Es entsteht so etwas wie eine imaginäre choreographische Durchsichtigkeit, die aus dem punktuellen Zusammenklang von Vibraphon und Trompete erwächst.“ Im zweiten Take dieses Stückes lassen sich die Spannungen zwischen Monk und Davis deutlich heraushören; Monk verliert sich während der Bridge auf dem Klavier, woraufhin ein zorniger Einwurf auf der Trompete erfolgt.
Davis Titel Swing Spring geht möglicherweise auf ein Motiv von Bud Powell zurück; es basiert eher auf Skalen als auf Akkorden und nimmt insofern bereits ein wenig den modalen Jazz vorweg. Jackson und Monk feuern sich gegenseitig ein. Davis zitiert in seinem Solo eine bekannte Monk-Phrase, die der Pianist in seinem Solo aufnimmt. Nach Ansicht von Max Harrison ist die im Album enthaltene, 1956 mit einer gänzlich anderen Besetzung eingespielte Version von „’Round Midnight“ letztlich „irrelevant“.
Möglicherweise wurde „Bemsha Swing“ zuerst eingespielt. In diesem Monk-Titel begleitet der Komponist nämlich Davis während des Trompeten-Solos auf dem Piano. Die Trompete wirkt seltsam unbeweglich, und auch die Stetigkeit von Davis ist weniger gut als sonst auf dem Album. Dennoch beendet er sein Solo mit deutlich Monk-gemäßen Ideen, die dieser nach einem runden Solo von Jackson, aufnimmt und in bemerkenswerter Weise weiterentwickelt.

## Rezension
Marcus J. Moore zitiert in seiner Rezension in Bandcamp Daily den Trompeter mit dem Satz  „Ich wollte Raum in der Musik hören“, was die Legende vom Streit bei der Session zurechtrücken sollte. Der Trompeter wollte keinen Pianisten nicht hinter sich spielen lassen; Miles Davis hsbe dies Monk gegenüber erwähnt und es gab keine Debatte darüber. Tatsächlich würden Stück wie „Swing Spring“ und „Bemsha Swing“ durch die Ruhe gedeihen, die sie ausstrahlen – nur mit Trompete, Vibraphon und angedeutetem Schlagzeug kämen sie leise, wenn nicht dekonstruiert daher. Das Herzstück des Albums sei „‘Round Midnight“, eine schwüle Ballade, die in einer anderen Form auf Davis’ bahnbrechendem 1957er Album „’Round About Midnight“ wieder auftauchte.

## Editionspolitik
Das meiste Material der Weihnachts-Session ist auf dem Album (PRLP 7150 bzw. als 10"-Platte PRLP 16-3) enthalten; die damals auch aufgenommenen beiden Takes von „Bags’ Groove“ wurden auf der Prestige-LP gleichen Titels veröffentlicht (PRLP 7109). Eine Version von „’Round Midnight“ stammt von einer Session im Jahr 1956, als Miles Davis mit seinem neuen Quintett vier Alben aufnahm wie  Relaxin’ with the Miles Davis Quintet, um seinen Kontrakt mit dem Prestige-Label zu erfüllen, bevor er zu Columbia Records wechselte. Max Harrison macht deutlich, dass diese Vermischung von Titeln unterschiedlicher Aufnahmesitzungen unsinnig ist.

## Die Titel
1. The Man I Love (George Gershwin / Ira Gershwin) 7:57
2. Swing Spring (M. Davis) 10:44
3. ’Round Midnight (Cootie Williams, T. Monk) 5:20
4. Bemsha Swing (T. Monk, Denzil Best) 9:30
5. The Man I Love (G. Gershwin / I. Gershwin) 8:29

## Die Besetzung
- Miles Davis – Trompete
- Milt Jackson – Vibraphon
- Thelonious Monk – Piano
- Percy Heath – Bass
- Kenny Clarke – Schlagzeug

auf „’Round Midnight“ (26. Oktober 1956)
- Miles Davis – Trompete
- John Coltrane – Tenorsaxophon
- Philly Joe Jones – Schlagzeug
- Red Garland – Piano
- Paul Chambers – Bass